# دريم زون
دريم زون (بالإنجليزية: Dream Zone)، هي لعبة فيديو أمريكية من نوع مغامرات، صدرت اللعبة في الأسواق سنة 1987، وهي من تطوير جام سوفتوير، ومن نشر بوندڤيل، تعمل هذه اللعبة لمنصات آبل آي آي جي إس، إم إس-دوس، أميغا وأتاري إس تي.